# 隆头丽鱼属
隆頭麗魚屬，是條鰭魚綱䲁形目麗魚科下的一個屬。

## 分類
本屬屬於褶唇麗魚亞科，目前被認可的種如下：
- 布氏隆頭麗魚 Steatocranus bleheri
- 剛果隆頭麗魚 Steatocranus casuarius
- 高首隆頭麗魚 Steatocranus gibbiceps
- 裸滑隆頭麗魚 Steatocranus glaber
- 歐文隆頭麗魚 Steatocranus irvinei
- 姆普隆頭麗魚 Steatocranus mpozoensis
- 魯氏隆頭麗魚 Steatocranus rouxi
- 廷氏隆頭麗魚 Steatocranus tinanti
- 鳥斑隆頭麗魚 Steatocranus ubanguiensis